# Macaco-aranha-preto
Macaco-aranha-preto ou coatá-preto (Ateles paniscus) é um mamífero primata da família Atelidae, a espécie mais conhecida do gênero  Ateles.
Durante uma fuga, os machos ficam na vanguarda protegendo os demais do bando. Em meio a confusão, quando os filhotes não acham as mães, agarram-se a qualquer adulto e são ajudados por eles, passado o perigo, o bando retorna a sua rotina como se nada houvesse acontecido.
O macaco-aranha, também nomeado como quatá (coatá), praticamente privado do polegar, tem uma capacidade descomunal com a cauda. A cauda funciona com a força e a agilidade dos outros membros, podendo ser considerada uma quinta mão.

## Alimentação
O macaco-aranha alimenta-se dos frutos das árvores tropicais. Alguns cientistas associam a sua dieta frugívora ao padrão "desinquieto" de seu comportamento contrastando-se com espécies que se alimentam de folhas feito o macaco-barrigudo (Lagothrix lagotricha).

## Características

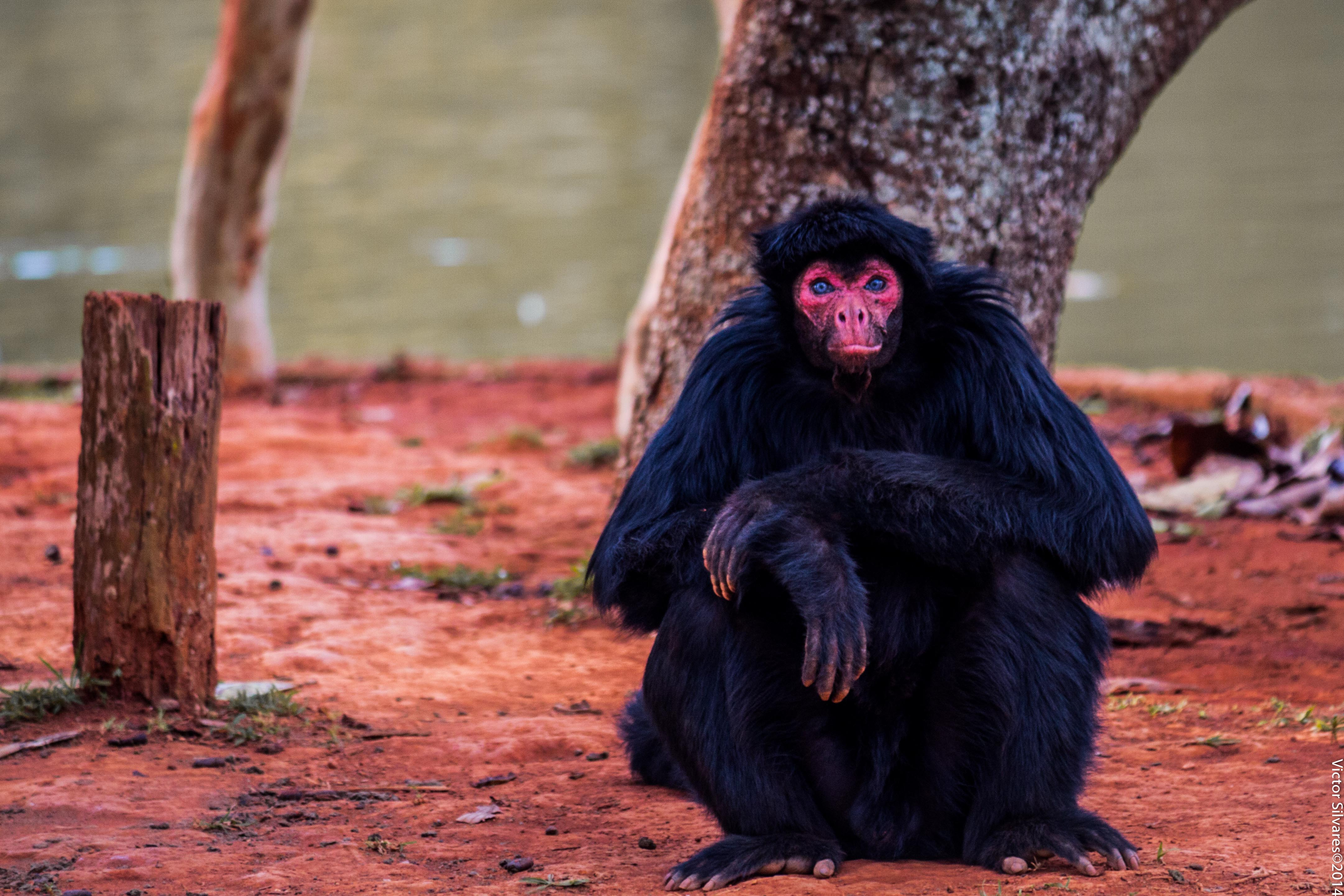
Ateles Paniscus

O macaco-aranha habita a Floresta Amazônica, ocupando quase sempre a copa das árvores, auxiliado pela sua cauda pênsil utilizada para locomoção e equilíbrio, e raramente descendo para se alimentar. Possui hábitos frugívoros, alimentando-se de mel, frutas, folhas novas e outras partes de árvores e plantas.
Os machos da espécie possuem um chamado que pode ser ouvido a cerca de 500 metros pelos outros, sendo utilizada para alertas de predadores e localização de alimentos.
Os grupos da espécie geralmente contam com 18 membros e as fêmeas têm apenas 1 filhote por ano que é totalmente dependente durante seus primeiros 10 meses.
Medem cerca de 60 centímetros, pesando em média 8 kg. As fêmeas são menores que os indivíduos machos.

## Conservação
O macaco-aranha-preto encontra-se em risco de extinção devido a sua caça predatória e a instabilidades climáticas na Floresta Amazônica.